# Ophiomyia aquileigana
Ophiomyia aquileigana är en tvåvingeart som beskrevs av Lundquist 1947. Ophiomyia aquileigana ingår i släktet Ophiomyia och familjen minerarflugor.
Artens utbredningsområde är Sverige. Inga underarter finns listade i Catalogue of Life.